# 윈도우 서버 2012
윈도우 서버 2012(영어: Windows Server 2012, 이전의 코드 이름: 윈도우 서버 8)는 마이크로소프트의 서버 계열의 운영 체제이다. 윈도우 8의 서버 버전이자, 윈도우 서버 2008 R2의 뒤를 잇는다. 2012년 9월 4일에 출시했다.
전작과 달리 윈도우 서버 2012는 아이테니엄 기반 컴퓨터를 지원하지 않으며 4개의 에디션을 갖추고 있다. 윈도우 서버 2008 R2에 견주어 업데이트된 하이퍼-V 버전, IP 주소 관리 역할, 새로운 버전의 윈도우 작업 관리자, ReFS, 새로운 파일 시스템 등 다양한 기능이 추가 및 개선되었다.

## 역사
윈도우 서버 2012, 코드네임 "윈도우 서버 8",은 윈도우 8과 동시에 개발된 윈도우 서버 운영체제 제품군 중 5번째로 개발된 제품이다. 2012년 4월 17일, 최종 제품 이름이 "윈도우 서버 2012"가 될 것이라 발표했다.
마이크로소프트는 2011년 9월 9일 BUILD 2011 컨퍼런스에서 윈도우 서버 2012와 이것의 개발자 프리뷰를 공개했다. 하지만, 윈도우 8과는 다르게 윈도우 서버 2012의 개발자 프리뷰는 MSDN 구독자에 한정해서만 이용할 수 있었다. 여기에는 메트로 디자인 언어와 새로운 서버 관리자에 기반한 서버 관리를 위한 그래픽 어플리케이션인 그래픽 유저 인터페이스가 포함된다. 2012년 2월 16일, 마이크로소프트는 공개 마감일을 2012년 4월 8일에서 2012년 1월 15일로 연장하는 개발자 프리뷰 빌드에 대한 업데이트를 공개했다.
윈도우 서버 2012가 최종적으로 발매되기 전, 공개적으로 두 번의 테스트 빌드가 있었다. 윈도우 서버 2012의 공개 베타 버전은 2012년 2월 29일에 열린 윈도우 8 컨슈머 프리뷰와 함께 공개되었다. 윈도우 서버 2012의 공개 후보는 2012년 5월 31일 윈도우 8 공개 프리뷰와 함께 공개되었다.
이 제품은 2012년 8월 1일 윈도우 8과 함께 제조를 위한 공개 단계에 들어섰으며 같은 해 9월 4일에 일반 공개되었다. 하지만, 윈도우 서버 2012의 모든 버전이 동시에 공개된 것은 아니다. 윈도우 서버 2012 에센셜은 2012년 10월 9일 제조를 위한 공개 단계에 들어섰고. 2012년 11월 1일에는 일반에 공개되었다. 2012년 9월 23일부로, 드림스파크 프로그램에 구독한 모든 학생은 무료로 윈도우 서버 2012 스탠다드나 데이터센터를 다운로드할 수 있게 되었다.
윈도우 서버 2012는 윈도우 서버 2008 R2와 윈도우 8를 기반으로 하고 x86-64 CPU (64비트)가 필요하며 윈도우 서버 2008은 이전 IA-32 (32비트) 아키텍처에서도 작동했다. 클라이언트 백업 구조와 공유 풀더의 근본적인 변경과 함께 이전 버전에서 윈도우 서버 2012로 마이그레이션하는 명확한 방법은 없다.

## 특징

### 설치 옵션
이전 버전과 달리 윈도우 서버 2012는 전체 설치 없이 서버 코어과 GUI 서버를 오갈 수 있는 설치 옵션이 가능해졌다. 커맨드 라인 인터페이스만 가능한 서버 코어 옵션이 이제 권장 설정이 되었다. 또한 세번째 설치 옵션으로 GUI 요소로 일반 데스크톱, 셸 혹은 파일 관리자가 없는 MMC와 서버 관리자를 실행할 수 있는 옵션이 있다.

### 사용자 인터페이스
서버 관리자가 여러 개의 서버를 쉽게 관리할 수 있도록 재설계되었다. 윈도우 8 운영체제처럼, 서버 코어 모드로 설치하지 않으면 메트로 기반 사용자 인터페이스를 사용한다. 윈도우 스토어가 이 버전에서 사용 가능해졌으나 기본값으로 자동 설치되지는 않는다. 이 버전의 Windows PowerShell에는 윈도우 서버 2008 R2의 명령어 2여개에 비해 2300개 이상의 명령어가 수록되어 있다.

### 작업 관리자
윈도우 서버 2012 에선 구 버전과 함께 새로운 버전의 윈도우 작업 관리자를 포함한다. 새로운 버전에선 탭이 기본적으로 숨겨져 있고 실행되는 어플리케이션만 보여준다. 새로운 프로세스 탭에선, 프로세스가 노란색의 다양한 색조로 표시되고, 리소스 사용량이 많은 프로세스는 어두운 색조로 표시된다. 이전 버전에서 보여줬던 여러 정보들이 새로운 세부 정보 탭에서 볼 수 있게 되었다. 성능 탭에선 "CPU", "메모리", "디스크", "Wi-Fi" 그리고 "이더넷" 그래프를 보여준다. 윈도우 8의 작업 관리자와는 다르게, "디스크" 활동량 그래프는 기본적으로 보여주지 않는다. CPU탭에선 더 이상 기본적으로 시스템 상 모든 논리 프로세서의 개별 그래프를 보여주지 않으며 옵션 설정으로 볼 수 있게 되었다. 추가로, 각 불균일 메모리 접근 노드에 대한 데이터를 볼 수 있게 되었다. 논리 프로세서가 64개 이상인 시스템의 각 논리 프로세서에 대한 데이터를 표시할 때에는 CPU 탭에 열 사용량에 대한 간단한 사용률이 표시된다. 이러한 색깔이 사용되는 열 맵은 파란색으로 사용 빈도가 높은 것은 어두운 색조로 표시된다. 또한 각 논리 프로세서 데이터에 커서를 올리면 해당 프로세서의 NUMA 노드와 해당 ID (있는 경우) 가 표시된다. 추가로, 시작프로그램 목록이 담긴 시작 탭이 추가되었다. 하지만 이 탭은 윈도우 서버 2012에선 더 이상 제공하지 않는다. 새 작업 관리자는 윈도우 스토어가 정지 상태일 때 인식된다.

### IP 주소 관리 (IPAM)
윈도우 서버 2012는 연결된 네트워크 내 IP 주소를 밝히고, 감시하고, 감사하고, 관리하는 IP 주소 관리 역할을 가지게 되었다. 이 IPAM은 도메인 네임 시스템 (DNS) 및 동적 호스트 구성 프로토콜 (DHCP) 서버를 관리하거나 감시하는 데 사용된다. IPv4, IPv6 둘 다 완전히 지원된다.

### 액티브 디렉터리
윈도우 서버 2012에선 윈도우 서버 2008 R2에 탑재되었던 액티브 디렉터리에 여러 변경점이 있었다. 액티브 디렉터리 도메인 서비스 설치 마법사는 서버 관리자 안의 새로운 섹션으로 교체되었고 GUI가 액티브 디렉터리 휴지통에 추가되었다. 다수의 비밀번호 정책을 같은 도메인 안에 설정할 수 있게 되었고 가상화에도 여러 변경 사항이 있었고 가상화된 도메인 컨트롤러를 안전하게 복제할 수 있게 되었다. 도메인 기능 수준을 윈도우 서버 2012로 업그레이드하는 작업을 서버 관리자에서 전부 작업할 수 있도록 간편하게 변경되었다. 액티브 디렉터리 페더레이션 서비스가 더 이상 역할로서 설치되면 더 이상 다운로드할 필요가 없어졌으며, 액티브 디렉터리 페더레이션 서비스에 의해 사용되는 클레임이 케르베로스 토큰에 소개되었다. 액티브 디렉터리 관리 센터에서 쓰인 윈도우 파워셸 명령어가 파워셸 기록 뷰어에서 볼 수 있게 되었다.

### Hyper-V
윈도우 서버 2012에선 윈도우 8와 함께 마이크로소프트 빌드 이벤트에 소개된 Hyper-V의 새 버전을 포함한다. Hyper-V에 새로운 기능들로 네트워크 가상화, 멀티 테넌시, 저장소 자원 풀, 사내 간 연결 및 클라우드 백업이 있다. 추가로, 이전에 있었던 자원 소비에 대한 많은 제한들이 크게 완화되었다. 이번 버전의 Hyper-V에 각 가상 머신은 새로은 .vhdx 포맷을 사용하는 가상 하드 디스크 당 최대 64개의 가상 프로세서, 1테라바이트 메모리, 그리고 64 테라바이트의 가상 디스크 공간을 사용할 수 있다. 호스트 당 최대 1024 가상 머신을 사용할 수 있으며 페일오버 클러스터 당 최대 8천개를 사용할 수 있다.윈도우 8에선 Hyper-V에 SLAT 기능이 프로세서에 있어야 하는 반면 윈도우 서버 2012에선 추가 RemoteFX 역할만을 필요로 한다.

### ReFS
복원 파일 시스템 (ReFS), 코드네임 "Protogon" (프로토곤)이 윈도우 서버 2012에 새로운 파일 시스템으로 소개되었다. 이 시스템은 NTFS를 개선하는 파일 서버로 ReFS의 주요 새로운 기능은 다음과 같다.
온디스크 구조에 대한 신뢰성 향상ReFS는 메타데이터와 파일 데이터를 비롯한 모든 온디스크 구조에 B+트리가 사용된다. 메타데이터 및 파일 데이터는 관계형 데이터베이스와 비슷하게 테이블에 구성된다. 저장소 내 파일 크기, 폴더 내 파일 수, 총 용량 및 폴더 수는 64비트 숫자 이내로 제한되어 최대 파일 크기 16 엑사바이트를 지원하고, 최대 18.4 × 1018개의 폴더 및 최대 용량 1 요타바이트 (64 KB의 클러스터 포함)을 지원하여 파일 및 폴더 크기에 대한 실질적 제한 없이 큰 확장성을 제공한다. (하드웨어 제한은 여전히 적용됨). 여유 공간은 큰 청크, 중간 청크, 작은 청크에 대한 새 개의 개별 테이블을 포함하는 계층 할당자에 의해 게산된다. 파일 이름 및 파일 경로는 32KB 유니코드 텍스트 문자열로 제한된다.
사용 가능한 공간은 큰 청크, 중간 및 작은 청크에 대한 세 개의 개별 테이블을 포함하는 계층 할당자가 계산한다. 파일 이름과 파일 경로는 각각 32KB 유니코드 텍스트 문자열로 제한된다.
내장된 복원ReFS는 메타데이터에 대해 모든 업데이트 트랜잭션에 대해 새 청크를 할당하고 대규모 IO 배치를 사용하는 쓰기 시 할당 업데이트 전략을 채택한다. 모든 ReFS 메타데이터는 독립적으로 저장되는 64 비트 체크섬이 내장되어 있다. 이 파일 데이터는 별도의 통합 스트림에 선택적으로 저장할 수 있으며 이 경우 파일 업데이터 전략도 쓰기 시 할당으로 구현된다. 이는 파일과 디렉터리 모두에 적용되는 새로운 통합 속성에 의해 제어된다. 그럼에도 불구하고 파일 데이터 또는 메타데이터가 손상된 경우 전체 저장소를 오프라인으로 전환하지 않고 파일을 삭제할 수 있다. 복원 기능이 내장되어 있어 관리자는 ReFS를 사용할 시 CHKDSK와 같은 오류 검사 도구를 주기적으로 실행할 필요가 없다.
기존 API 및 기술과의 호환성ReFS는 더 이상 새로운 시스템 API를 필요로 하지 않으며 대부분의 파일 시스템 필터는 ReFS 볼륨에서 계속 작동된다. ReFS는 윈도우 및 NTFS의 특징인 BitLocker 암호화, 접근 제어 리스트, USN 저널, 알림 변경, 심볼릭 링크, 정션 포인트, 마운트 포인트, 리파스 포인트, 볼륨 스냅샷, 파일 ID, 및 oplock을 지원한다. ReFS는 스토리지 가상화 계층인 저장소 공간과 매끄럽게 통합되어 데이터 미러링 및 스트라이핑은 물론 시스템 간 저장소 풀을 공유할 수 있다 ReFS 복원 기능은 저장소 공간에서 제공하는 미러링 기능을 향상시키고 모든 미러링된 파일 복사본을 주기적으로 읽고 체크섬을 확인하고 불량 복사본을 정상본으로 대체하는 백그라운드 데이터 스크러빙 프로세스를 사용하여 손상된 복사본인지 아닌지 감지한다.
객체 ID, 축약 이름, 파일 컴프레션, 파일 등급 암호화, 사용자 데이터 트랜잭션, 하드 링크, 확장된 속성 그리고 디스크 인용을 비롯한 몇몇 NTFS 기능은 ReFS에 지원되지 않는다. 스파스 파일은 지원된다. 명명된 스트림에 대한 지원은 윈도우 8, 윈도우 서버 2012에서 구현되지 않았으며 윈도우 8.1, 윈도우 서버 2012 R2에서 추가되었다. ReFS는 스스로 데이터 중복 제거를 지원하지 않는다. 미러링 혹은 스트라이프 저장소 풀의 동적 디스크는 저장소 공간에 의해 제공된다. 윈도우 서버 2012 에서는, 통합된 스트림에서의 자동 에러 정정 시스템은 미러링된 공간에서만 지원된다. 패리티 공간에서의 자동 복구 기능은 윈도우 8.1, 윈도우 서버 2012 R2에서 추가되었다. ReFS에서 부팅은 둘 다 지원되지 않는다.

### IIS 8.0
윈도우 서버 2012는 인터넷 정보 서비스 (IIS)의 8.0 버전을 포함한다. IIS의 새 버전은 서버 이름 인디케이션, 각 웹사이트에 할당된 CPU의 사용량, 중앙화된 SSL 인증서, 웹 소켓 지원 및 NUMA에 대한 지원 개선 등 상당한 변경점이 있었다.

### 원격 데스크톱 프로토콜 8.0
원격 데스크톱 프로토콜은 이번 버전에서 반응형 그래픽 (진보된 렌더링 및 관련 기법들), TCP 혹은 UDP와 같은 전송 프로토콜 자동 선택, 멀티 터치 지원, vGPU을 위한 DirectX 11 지원, vGPU 지원과 독립된 USB 리다이렉션, 기타 등등이 포함되었다.이번 RDP 8.0 연결에서 RDP 클라이언트 연결 바에 "연결 품질"이라는 버튼이 추가되어 UDP인지 아닌지에 대한 정보를 포함한 연결된 RDP 정보를 볼 수 있게 되었다.

### 확장성
| 명세                                           | 윈도우 서버 2012 | 윈도우 서버 2008 R2 |
| ---------------------------------------------- | ---------------- | ------------------- |
| 물리 프로세서                                  | 64               | 64                  |
| Hyper-V 사용이 불가능 할 때 논리 프로세서      | 640              | 256                 |
| Hyper-V이 사용 가능할 때 논리 프로세서         | 320              | 64                  |
| 메모리                                         | 4 TB             | 2 TB                |
| 모든 단일 클러스터에서 장애 조치 클러스터 노드 | 64               | 16                  |

## 시스템 요구 사항
| 프로세서         | 1.4 GHz, x64                                       |
| 메모리           | 512 MB                                             |
| 여유 디스크 공간 | 32 GB (16 GB 이상의 램이 있을 경우 더 많이 필요함) |

마이크로소프트에 따르면 윈도우 서버 2012는 x64 프로세서에서만 동작한다.
윈도우 서버 2008 및 윈도우 서버 2008 R2로부터의 업데이트가 지원되지만 그 이전의 서버 운영 체제(예: 윈도우 서버 2003)로부터의 업그레이드는 지원되지 않는다.

## 에디션
윈도우 서버 2012에는 파운데이션, 에센셜, 스탠더드, 데이터센터 총 4가지 에디션이 존재한다.
| 사양                                         | 파운데이션                            | 에센셜                                                  | 스탠더드                   | 데이터센터           |
| -------------------------------------------- | ------------------------------------- | ------------------------------------------------------- | -------------------------- | -------------------- |
| 배포 방식                                    | OEM 전용                              | 리테일, 볼륨 라이선스, OEM                              | 리테일, 볼륨 라이선스, OEM | 볼륨 라이선스 및 OEM |
| 라이선스 모델                                | 한 서버 당                            | 한 서버 당                                              | CPU 한 쌍 + CAL 당         | CPU 한 쌍 + CAL 당   |
| 프로세서 칩 수 제한                          | 1                                     | 2                                                       | 64                         | 64                   |
| 사용자 수 제한                               | 15                                    | 25                                                      | 무제한                     | 무제한               |
| 파일 서비스 제한                             | 1개의 단일 DFS 루트                   | 1개의 단일 DFS 루트                                     | 무제한                     | 무제한               |
| 네트워크 정책 및 액세스 서비스 제한          | 50개의 RRAS 연결 및 10개의 IAS 연결   | 250개의 RRAS 연결, 50개의 IAS 연결, 2개의 IAS 서버 그룹 | 무제한                     | 무제한               |
| 원격 데스크톱 서비스 제한                    | 20개의 원격 데스크톱 서비스 연결      | 250개의 원격 데스크톱 서비스 연결                       | 무제한                     | 무제한               |
| 가상화 권한                                  | 빈칸                                  | 하나의 가상 머신 또는 하나의 물리 서버, 동시에는 안 됨  | 2개의 가상 머신            | 무제한               |
| DHCP 역할                                    | 예                                    | 예                                                      | 예                         | 예                   |
| DNS 서버 역할                                | 예                                    | 예                                                      | 예                         | 예                   |
| 팩스 서버 역할                               | 예                                    | 예                                                      | 예                         | 예                   |
| UDDI 서비스                                  | 예                                    | 예                                                      | 예                         | 예                   |
| 인쇄 및 문서 서비스                          | 예                                    | 예                                                      | 예                         | 예                   |
| 웹 서비스 (인터넷 정보 서비스)               | 예                                    | 예                                                      | 예                         | 예                   |
| 윈도우 디플로이먼트 서비스                   | 예                                    | 예                                                      | 예                         | 예                   |
| 윈도우 서버 업데이트 서비스                  | 예                                    | 예                                                      | 예                         | 예                   |
| 액티브 디렉터리 라이트웨이트 디렉터리 서비스 | 예                                    | 예                                                      | 예                         | 예                   |
| 액티브 디렉터리 권한 관리 서비스             | 예                                    | 예                                                      | 예                         | 예                   |
| 애플리케이션 서버 역할                       | 예                                    | 예                                                      | 예                         | 예                   |
| 서버 관리자                                  | 예                                    | 예                                                      | 예                         | 예                   |
| 윈도우 파워셸                                | 예                                    | 예                                                      | 예                         | 예                   |
| 액티브 디렉터리 도메인 서비스                | 포레스트 및 도메인의 루트에 있어야 함 | 포레스트 및 도메인의 루트에 있어야 함                   | 예                         | 예                   |
| 액티브 디렉터리 인증 서비스                  | 인증 권한이 있을 때에만               | 인증 권한이 있을 때에만                                 | 예                         | 예                   |
| 액티브 디렉터리 페더레이션 서비스            | 예                                    | 아니요                                                  | 예                         | 예                   |
| 서버 코어 모드                               | 아니요                                | 아니요                                                  | 예                         | 예                   |
| 하이퍼-V                                     | 아니요                                | 아니요                                                  | 예                         | 예                   |

## 평가
윈도우 서버 2012에 대한 평가는 대체적으로 긍정적이였다. ZDNet의 시몬 비손은 윈도우 서버 2012를 두고 "지금 바로 데이터센터를 이용할 수 있다"고 하였고 더 레지스터의 팀 엔더슨은 "보다 나은 모듈화, 강략한 자동화 및 향상된 가상화로의 전환이 공공 및 프라이빗 클라우드의 세계에서 충분히 의미가 있다"고 하며 "이는, 모호하고 시간 소모적인 에러를 전달하는 윈도우의 수용 능력은 변하지 않았다."고 하였으나 "그럼에도 불구하고, 이는 전체적으로 강력한 업그레이드이다."라고 하였다.
'인포월드'라는 매체는 윈도우 서버 2012가 혹평을 받은 윈도우 8의 메트로 유저 인터페이스를 쓰는 것은 마이크로소프트의 점차 구체화되어 온 새로운 깊이와 사용하기 쉬운 요소들 그리고 사실상 의무적으로 쓰게 되는 파워셸이 들어가 있는 서버 코어 모드가 점점 강조되는 것과 반대되는 행보라고 지적하였다. 하지만, 윈도우 IT 프로의 마이클 오테이는 파워셸이 아닌 그래픽 유저 인터페이스로 윈도우 서버를 관리하는 새로은 메트로 인터페이스가 마음에 들지 않고 기존 데스크탑을 단독으로 쓰기엔 성능이 부족하다고 하였다. 오스트레일리아의 건설사 케나즈는 이 OS가 안정적이라고 언급하였다.
폴 페릴은 "윈도우 서버 2012 에센셜은 중앙화된 파일 저장소, 클라이언트 백업, 그리고 원격 엑세스를 제공하는 데 필요한 모든 기능을 제공한다"고 하였으나" 팀 엔더슨은 익스체인지의 부재, 액티브 디렉터리 페더레이션 서비스와의 동기화 성능 부족 그리고 유저 수 25명 제한을 근거로 "SBS2011 및 그 이전 버전을 쓰고 있는 많은 기업체들은 현재 쓰고 있는 것을 유지할 것"이라 하였다 폴 서롯은 "사내에 IT 인력이 거의 없거나 마이크로소프트 파트너나 솔루션 제공자와의 편리한 외주 관리를 위한 정도로만 파운데이션을 선택해야 한다"라고 하며 "에센셜은 개인적으로 봤을땐 소수의 사람들의 모든 현대 스타트업에 이상적이다."라고 하였다.

## 윈도우 서버 2012 R2
윈도우 서버 2012 R2(영어: Windows Server 2012 R2)는 마이크로소프트의 서버 계열의 운영 체제이다. 윈도우 8.1의 서버 버전이자, 윈도우 서버 2012의 뒤를 잇는다. 2013년 10월 18일에 출시했다.

## 같이 보기
- 윈도우 서버
- 윈도우 8

### 내용주
1. ↑  윈도우 서버 2008 R2 및 2012 데이터 센터와 윈도우 서버 2012 스탠다드에만 적용된다. 다른 에디션은 덜 지원한다.
2. ↑  호스트 자체를 포함하여 가상화된 각 파티션은 최대 64개의 프로세서를 사용할 수 있다.[47]

### 참고주
1. 1 2 3  “Windows Server "8" officially dubbed Windows Server 2012”. ZDNet. 2012년 9월 10일에 원본 문서에서 보존된 문서. 2012년 4월 17일에 확인함.
2. ↑  https://msdn.microsoft.com/ko-KR/subscriptions/securedownloads/hh442898 MSDN구독자 다운로드 가능 주소
3. ↑  Foley, Mary Jo. “Microsoft pulls the plug on future Itanium support”. ZDNet. 2쪽. 2012년 1월 1일에 확인함.
4. 1 2  Snover, Jeffrey (2012년 8월 1일). “Windows Server 2012 released to manufacturing!”. 《Windows Server Blog》. Microsoft. TechNet blogs. 2015년 12월 22일에 원본 문서에서 보존된 문서. 2013년 1월 29일에 확인함.
5. 1 2  Savill, John (2012년 2월 29일). “Q: Where can I download and get more information on 윈도우 서버 "8" Beta and Windows 8 Consumer Preview?”. 《윈도우 IT 프로》. 펜톤 미디어. 2012년 2월 29일에 확인함.
6. 1 2  Snover, Jeffrey (2012년 4월 24일). “Windows Server 2012 Release Candidate Timing”. 《Windows Server Blog》. Microsoft. TechNet blogs. 2013년 2월 11일에 원본 문서에서 보존된 문서. 2013년 1월 21일에 확인함.
7. ↑  Laing, Bill (2011년 9월 9일). “Windows Server 8: An Introduction”. 《Server & Cloud Blog》. Microsoft. TechNet blogs. 2012년 9월 10일에 원본 문서에서 보존된 문서. 2013년 1월 23일에 확인함.
8. ↑  “Download Windows Server 8 Developer Preview via MSDN”. 《소프트피디아》. SoftNews SRL. 2011년 9월 14일. 2013년 1월 25일에 확인함.
9. 1 2  Bisson, Simon (2011년 9월 14일). “Windows 8 Server Developer Preview”. 《ZDNet》. CBS Interactive. 2012년 1월 1일에 확인함.
10. ↑  Arghire, Ionut (2012년 2월 18일). “Windows 8 Developer Preview Expiration Date Gets Postponed”. 《소프트피디아》. SoftNews SRL. 2013년 7월 15일에 확인함.
11. ↑  Snover, Jeffrey. “Windows Server 2012 Essentials released to manufacturing, available for evaluation today!”. 《Windows Server Blog!》. Microsoft. TechNet blogs. 2013년 1월 17일에 원본 문서에서 보존된 문서. 2013년 1월 25일에 확인함.
12. ↑  “Windows Server 2012 Essentials reaches general availability!”. 《Windows Server Blog!》. Microsoft. TechNet blogs. 2015년 4월 29일에 원본 문서에서 보존된 문서. 2013년 1월 25일에 확인함.
13. ↑  “Windows Server 2012”. 《마이크로소프트 드림스파크》. Microsoft. 2016년 8월 19일에 원본 문서에서 보존된 문서. 2013년 1월 25일에 확인함.
14. ↑  Callaham, John (2011년 9월 9일). “WIndows Server 8 Screenshot Leak Shows New UI”. 《Neowin.net》. Neowin LLC. 2013년 1월 21일에 확인함.
15. ↑  Wilhelm, Alex (2011년 9월 9일). “Windows Server 8 Screenshot leaks”. 《News》. The Next Web. 2012년 1월 1일에 확인함.
16. ↑  “Managing Privacy: Windows Store and Resulting Internet Communication”. 《TechNet》. 마이크로소프트. 2014년 1월 30일에 확인함.
17. ↑  Thurott, Paul (2011년 11월 2일). “Windows Server "8" Preview (Unedited, Complete Version)”. 《Paul Thurott's Supersite for Windows》. 펜톤 미디어. 2012년 1월 1일에 확인함.
18. ↑  Williams, Mike; Hanson, Matt (2012년 10월 25일). “Windows 8 tips: mastering the interface”. 《Techradar》. Future Publishing. 2013년 1월 22일에 확인함.
19. ↑  Haveson, Ryan (2011년 10월 13일).  Sinofsky, Steven, 편집. “The Windows 8 Task Manager”. 《Building Windows 8》. Microsoft. MSDN blogs. 2013년 1월 31일에 확인함.
20. ↑  “Using Task Manager with 64+ logical processors”. 《Building Windows 8》. MSDN blogs. 2011년 10월 29일에 확인함.
21. ↑  “How to Get the Most out of New Windows 8 Task Manager?”. 2012년 4월 7일에 원본 문서에서 보존된 문서. 2011년 10월 29일에 확인함.
22. ↑  Hu, Aaron. “How to disable start-up items in windows server 2012”. 《TechNet Forums》. Microsoft. 2013년 2월 27일에 원본 문서에서 보존된 문서. 2012년 10월 14일에 확인함. The Startup tab is not present on Windows Server 2012. It is only on Windows 8.
23. ↑  “IP Address Management (IPAM) Overview”. 《TechNet Library》. Microsoft. 2012년 2월 29일. 2013년 1월 21일에 확인함.
24. ↑  Shields, Greg (2012년 7월 3일). “Quick Guide: What's New in Windows Server 2012 Active Directory”. 《Redmond magazine》. 1105 Redmond Media. 2013년 1월 21일에 확인함.
25. ↑  Sherif Mahmoud, Tamer (2012년 5월 29일). “Creating fine grained password policies through GUI Windows server (sic) 2012 "Server 8 beta"”. 《Team blog of MCS @ Middle East and Africa》. Microsoft. TechNet blogs. 2013년 1월 21일에 확인함.
26. ↑  Bruzzese, J. Peter (2011년 10월 26일). “Windows Server 8: The 4 best new Active Directory features”. 《InfoWorld》. IDG. 2012년 1월 1일에 확인함.
27. ↑  Deuby, Sean (2011년 9월 14일). “What's New in Windows Server 2012 Active Directory”. 《윈도우 IT 프로》. 펜톤 미디어. 2013년 7월 16일에 확인함.
28. ↑  Herrmann, Max; Laing, Bill; Vecchiet, Manlio; Neil, Mike (2011년 9월 14일). “Day 2: Windows Server 8”. 《채널 9》. Microsoft. 2012년 12월 1일에 원본 문서에서 보존된 문서. 2013년 2월 2일에 확인함.
29. ↑  “BUILD2011: Windows Server 8”. 《채널 9》. 캘리포니아 애너하임: Microsoft. September 13–16, 2011. 2012년 10월 7일에 원본 문서에서 보존된 문서. 2013년 2월 2일에 확인함.
30. ↑  “Server Virtualization Features”. Microsoft. 2012년 10월 5일에 확인함.
31. ↑  Savill, John (2011년 10월 28일). “Q: What are Windows Server 8's Scalability Numbers?”. 《윈도우 IT 프로》. 펜톤 미디어. 2011년 11월 5일에 확인함.
32. ↑  Garg, Pankaj; Tan, See-Mong (2011년 9월 14일). “Day 2: A deep dive into Hyper-V Networking”. 《채널 9》. Microsoft. 2012년 10월 17일에 원본 문서에서 보존된 문서. 2013년 1월 22일에 확인함.
33. ↑  Savil, John (2011년 10월 21일). “Q: Will Windows Server 8 require the processor to support SLAT?”. 《윈도우 IT 프로》. 펜톤 미디어. 2011년 11월 5일에 확인함.
34. ↑  Lucas, Martin (2013년 1월 1일). “Windows Server 2012: Does ReFS replace NTFS? When should I use it?”. 《Ask Premier Field Engineering (PFE) Platforms》. Microsoft. TechNet blogs. 2013년 1월 20일에 확인함.
35. 1 2  Foley, Mary Jo (2012년 1월 16일). “Microsoft goes public with plans for its new Windows 8 file system”. 《ZDNet》. CBS Interactive. 2013년 1월 21일에 확인함.
36. 1 2 3 4 5 6 7  Verma, Surendra (2012년 1월 16일).  Sinofsky, Steven, 편집. “Building the next generation file system for Windows: ReFS”. 《Building Windows 8》. Microsoft. MSDN blogs. 2013년 1월 20일에 확인함.
37. ↑  Meyer, David (2012년 1월 17일). “Microsoft takes wraps off new Windows file system”. 《ZDNet》. CBS Interactive. 2013년 1월 20일에 확인함.
38. ↑  “ReadDirectoryChangesW function”. 《MSDN Library》. Microsoft. 2012년 11월 8일. 2013년 1월 21일에 확인함.
39. ↑  Nagar, Rajeev (2012년 1월 5일).  Sinofsky, Steven, 편집. “Virtualizing storage for scale, resiliency, and efficiency”. 《Building Windows 8》. Microsoft. MSDN blogs. 2013년 1월 18일에 확인함.
40. ↑  “Windows Server 2012: Does ReFS replace NTFS? When should I use it?”. 2013년 1월 2일. 2013년 3월 31일에 확인함.
41. ↑  “ReFS (Resilient File System) supports sparse files”. 2013년 5월 15일에 원본 문서에서 보존된 문서. 2013년 3월 31일에 확인함.
42. 1 2  “Resilient File System Overview”. 《TechNet Library》. 마이크로소프트. 2012년 2월 29일. 2013년 12월 25일에 확인함.
43. ↑  Mackie, Kurt. “Microsoft Touts IIS 8 Improvements”. 《Redmond magazine》. 1105 Redmond Media. 2012년 8월 17일에 확인함.
44. ↑  Anderson, Tim (2012년 9월 4일). “Windows Server 2012: inside Microsoft's Enterprise Server OS”. 《컴퓨터 위클리》. 테크타겟. 2013년 1월 21일에 확인함.
45. ↑  “Windows Server 2012 Remote Desktop Services (RDS) – Windows Server Blog – Site Home – TechNet Blogs”. Blogs.technet.com. 2012년 5월 8일. 2013년 10월 5일에 원본 문서에서 보존된 문서. 2014년 2월 13일에 확인함.
46. ↑  “Remote Desktop Protocol (RDP) 8.0 update for Windows 7 and Windows Server 2008 R2”. Support.microsoft.com. 2014년 2월 13일에 확인함.
47. ↑  “Logical Processor count changes after enabling Hyper-V role on Windows Server 2012”. 2013년 3월 28일. 2013년 4월 1일에 확인함.
48. 1 2  “Installing Windows Server 2012”. Microsoft. 10 June2012에 확인함.
49. ↑  Foley, Mary Jo (2010년 4월 5일). “Microsoft pulls the plug on future Itanium support”. ZDNet. 1쪽. 2012년 1월 1일에 확인함.
50. ↑  Jo Foley, Mary (2012년 7월 5일). “Microsoft goes public with Windows Server 2012 versions, licensing”. ZDNet. 2012년 7월 5일에 확인함.
51. ↑  “Windows Server 2012 Editions”. Microsoft. 2012년 7월 8일에 확인함.
52. ↑  “Windows Server 2012 Licensing and Pricing FAQ” (PDF). Microsoft. 14쪽. 2012년 7월 5일에 확인함.
53. ↑  “Windows Server 2012 Licensing Data Sheet” (PDF). Microsoft. 5쪽. 2012년 11월 23일에 원본 문서 (PDF)에서 보존된 문서. 2012년 7월 5일에 확인함.
54. 1 2  Seldam, Matthijs ten (2012년 10월 13일). “Windows Server - Sockets, Logical Processors, Symmetric Multi Threading”. Microsoft Technet. 2012년 10월 14일에 확인함.
55. ↑  “Introduction to Windows Server 2012 Foundation”. Microsoft. 2012년 11월 4일에 확인함.
56. 1 2  Bisson, Simon (2012년 9월 13일). “Windows Server 2012: RTM review”. 《ZDNet》. CBS Interactive. 2013년 1월 19일에 확인함.
57. 1 2  Anderson, Tim (2012년 9월 5일). “Windows Server 2012: Smarter, stronger, frustrating”. 《The Register》. Situation Publishing. 2013년 1월 19일에 확인함.
58. ↑  Ferrill, Paul (2012년 10월 3일). “Windows Server 2012 Review: The Bottom Line”. 《ServerWatch》. 퀸스트리트. 2013년 1월 19일에 확인함.
59. ↑  Rist, Oliver (2012년 6월 27일). “Review: Weighing Windows Server 2012”. 《InfoWorld》. IDG. 2013년 1월 19일에 확인함.
60. ↑  Otey, Michael (2012년 7월 25일). “Is Microsoft Trying to Kill Windows Server?”. 《윈도우 IT 프로》. 펜톤 미디어. 2013년 1월 19일에 확인함.
61. ↑  Lui, Spandas (2012년 9월 12일). “Kennards adopts Windows Server 2012 for virtualisation”. 《ZDNet》. CBS Interactive. 2013년 1월 21일에 확인함.
62. ↑  Ferrill, Paul (2012년 12월 16일). “A Hands-on Look at Windows Server 2012 Essentials”. 《ServerWatch》. 퀸스트리트. 2013년 1월 20일에 확인함.
63. ↑  Anderson, Tim (2012년 12월 21일). “Windows Server 2012 Essentials review”. 《PC 프로》. 데니스 퍼블리싱. 2013년 1월 6일에 원본 문서에서 보존된 문서. 2013년 1월 20일에 확인함.
64. ↑  Thurott, Paul (2012년 10월 2일). “Windows Server 2012: Foundation vs. Essentials”. 《윈도우 IT 프로》. 펜톤 미디어. 2013년 1월 20일에 확인함.